# Jižní Kjongsang
Jižní Kjongsang je provincie v Jižní Koreji. Hlavním městem je Čchangwon. Je to druhá nejlidnatější provincie Jižní Koreje po Kjonggi. S provincií sousedí tři velká města - Tegu, Pusan a Ulsan, která ale do provincie nepatří, protože mají status metropolitního města. Nachází se zde významná památka UNESCO, buddhistický chrám Heinsa. Automobilové a petrochemické závody se nacházejí většinou při pobřeží v pásu začínajícím u Pusanu a Ulsanu.